# 川·立派
川·立派（皇家轉寫：Chuan Likphai， 發音：[t͡ɕʰūa̯n lìːk.pʰāj]；1938年7月28日—），或譯川·立派，漢名吕基文，為泰國政治人物，曾任泰國總理、泰國眾議院議長、泰国國會主席，泰國民主黨籍。曾分別於1992年9月23日—1995年7月12日、1997年11月9日—2001年2月9日擔任泰國總理一職，是泰國史上第20位總理。在1992年9月13日的國會議員選舉過後，川·立派被泰王任命為總理，直到1995年下台，1997年7月泰國發生金融風暴後，由於軍人出身的差瓦立·永猜裕無法應付危機而辭職，川·立派於11月9日再度接任總理。此外川·立派亦擁有華人血統，為第三代華人，祖籍為福建泉州府南安縣。

## 经历

### 早年生活
川·立派於1938年誕生在董里府的福建閩南人家庭，因出身貧困，自幼工讀求學。曼谷法政大學畢業後，開始了律師生涯。
1969年，川·立派當選董里府下議院議員，進入政壇後，先後擔任司法部長、商務部長和教育部長，並在1992年成為民主黨黨魁。

### 首度拜相（1992－1995）
1992年，泰國人民上街遊行，抗議軍方統治。這是一個完全和平的遊行，然而以蘇欽達為首的軍政府卻強力鎮壓民主化勢力，並把他們定性為共產黨黨員。連續五天，整個曼谷都陷入一片混亂，泰國軍方甚至開槍掃射，不少醫護人員也告傷亡。
混亂高峰過後，首相蘇欽達和示威人士領袖雙雙跪在泰王蒲美蓬面前，承諾平息風波，示威始告結束，新的選舉和憲法也得到恢復（詳見1991年泰國軍事政變）。在同年的下議院選舉中，民主黨成為國會最大黨，川·立派就任五黨聯合政權的首相。國民對非軍人出身的他有很大的期待。川·立派上台後，以促進民主、縮小貧富差距、推動地方分權及AFTA（東協自由貿易區）做為施政方針。
然而，由於執政聯盟之間的內部爭鬥不斷，導致政府施政困難。1994年12月，新希望黨領導人差瓦立·永猜裕退出執政聯盟，內閣成為少數政權，在拉攏國家開發黨後，勉強解決了危機。後來因普吉島土地改革的貪污案被反對黨猛烈攻擊，使川·立派不得不宣佈解散下議院，1995年的泰國國會大選，民主黨敗北，川·立派辭職。

### 再度拜相（1997－2001）
1997年，泰國發生亞洲金融風暴後，時任總理的差瓦立·永猜裕因無法應付危機而辭職下台，川·立派組成新的聯合內閣，再任總理。他任命了精通貨幣政策的塔林擔任財政部長，及後來擔任世界貿易組織（WTO）總幹事的素帕猜·帕尼帕迪博士擔任商務部長，並宣佈經濟危機。此外，川·立派破例任命陸軍總司令素拉育兼任國防部長，對於武器和軍事現代化進行結構調整。 
川·立派向國際貨幣基金組織（IMF）申請支援，提出建議減稅、創造就業機會、公共投資、支援中小企業等經濟對策，並推動處置不良貸款的政策。雖然這些政策有穩定情勢的效果，但是川·立派卻仍然不受國民歡迎。2001年的國會選舉，民主黨被塔克辛·欽那瓦帶領的泰愛泰黨擊敗。辭職下台後，於2003年辭任民主黨黨魁，後擔任民主黨最高顧問。

## 軼聞
在總理任內，因其誠實和正直的個性受到人民歡迎，且被蒲美蓬國王所信賴。但作為總理亦因其“優柔寡斷”的個性而飽受批評。

## 外部連結
- 泰国华裔地位高 出过好几任总理真正的一等公民 （页面存档备份，存于）